# L'inceneritore
L'inceneritore è un film diretto da Pierfrancesco Boscaro Degli Ambrosi. Presentato in versione incompleta nel 1984 alla 41ª Mostra internazionale d'arte cinematografica di Venezia, il film non è mai stato distribuito.

## Trama
Padova. L'inquinamento causato da un inceneritore porta sempre più persone a impazzire e commettere omicidi. Ma, al posto dei corpi delle vittime, vengono ritrovate le tre scimmie sagge (una non sente, una non vede e una non parla). I cittadini superstiti cercano di adottare un atteggiamento indifferente e di continuare con le proprie vite.

## Produzione
Il regista padovano girò L'inceneritore nella sua città tra il 1982 e il 1983: la lavorazione del film fu segnata da numerosi problemi economici e produttivi.
Ad esclusione di Flavio Bucci, Ida Di Benedetto, Alexandra Delli Colli e Richard Benson, quasi tutti gli interpreti sono non professionisti e abitanti di Padova.

## Distribuzione
Il film venne presentato per la prima volta, in una versione incompleta, il 28 agosto 1984 nella sezione "De Sica" (dedicata alle opere prime di giovani registi) del 41º Festival del cinema di Venezia, ricevendo critiche complessivamente positive. Subito dopo il regista ebbe occasione di rimontare il film in maniera più fedele alle sue intenzioni: era prevista una distribuzione in autunno ma non andò in porto per mancanza di fondi. Dopo anni di tentativi di far conoscere il suo film al pubblico e ottenere attenzione dai distributori, il regista arrivò (il 27 settembre 1989) ad arrampicarsi sul Colosseo assieme ad alcuni amici per inscenare una protesta. L'azione venne ripresa dalla troupe del programma documentario di Rai 3 Allarme in città, dedicato alle azioni dei Vigili del Fuoco, e venne inclusa in una delle puntate della seconda stagione, trasmessa in seconda serata il 30 ottobre 1991.
Solo nel 2011 si ebbe una seconda proiezione, destinata alla stampa, nella sala comunale di Cadoneghe (PD): da lì, anche nel contesto del sentito problema rifiuti nel Meridione, si tornò a parlare di questa pellicola, aumentando la curiosità dei cinefili.
Per anni il film girò esclusivamente fra i collezionisti in una versione in VHS di bassa qualità, tratta da una copia di lavorazione della versione rimontata. Il 13 marzo 2020 tale versione è stata caricata su YouTube, rendendo il film per la prima volta accessibile a un pubblico più vasto (il video non è oggi più disponibile a causa della chiusura del canale che lo ospitava).
Nel 2024, l'editore Oblivion Film ha annunciato la distribuzione home video del film. Questa versione, rimontata dalla stessa Oblivion, è stata ritelecinemata e restaurata in Full HD dalla pellicola originale, concessa da Istituto Luce, con la presenza di contenuti speciali e materiale inedito. L'uscita è stata fissata per il 30 novembre 2025 e annunciata tramite i canali social dell'editore.